# Velleius
Velleius es un subgénero del género Quedius de escarabajos, perteneciente a la familia de los estafilínidos. El género fue descrito en 1819 por William Elford Leach. El género incluye 8 especies con una distribución paleártica. La especie V. dilatatus, el escarabajo avispón, es el más extenso aunque esporádico y generalmente infrecuente en toda Europa y el este a través del norte de Rusia hasta China, y es el único miembro del género que se encuentra en el Reino Unido.

## Taxonómia
William Elford Leach, en 1819, fue el autor que describió a Velleius basándose en dos especies: Staphylinus dilatatus y S. concolor. S. dilatatus, descrita en 1787, fue designada la especie tipo del género. S. concolor, por su parte, fue luego considerada sinónimo de S. dilatatus. Desde mediados de 1800 se ha considerado sinónimo del género Quedius por características estructurales y taxonómicas, hábitos y detalles de los genitales masculinos. Después se describieron tres especies nuevas: Velleius pectinatus, V. setosus, y V. simillimus. Casi cien años después se descubrieron cuatro especies adicionales descritos en Asia oriental: V. elongatus, V. amamiensis, V. japonicus de Japón y V. circumipectus de Corea.